# Бескидники

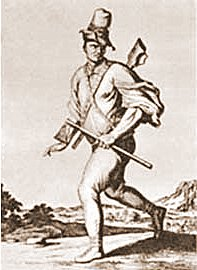
Бескидник

Бескидники (пол. Tołhaj, угор. tolvaj) — учасники одного із найдавніших рухів опору іноземній владі у Галичині та Закарпатті, які діяли в XVI-XVIII століттях в Бескидах - на Бойківщині, по обидва схили Східних Карпат (зокрема, поблизу верхів'їв Сяну).

## Історичні дані
Спочатку в ліси йшли місцеві жителі, рятуючись від політики закріпачення та обмеження прав, які проводили влади королівств Польщі й Угорщини. Характер опору загострився у зв'язку із наступними переслідуваннями бескидників новоприбулою з інших країн феодальною верхівкою, котра витіснила місцеву. Незважаючи на це, легке та вільне життя втікачів у лісах приваблювало все більше учасників. Важливим джерелом засобів для життя стала експропріація власності польської та угорської шляхти.
В Східних Карпатах, які в період з XV до XVIII ст. були південною=західною околицею Руського Воєводства Польського королівств і отимали назву «Бескиди», їх називали «бескидниками», «опришками», «гультяями», в Угорщині — «толгаями». Поступово, вільним стиль життя приваблював до них представників інших народів та соціальних груп регіону. Крім русинів бескидниками ставали волохи, поляки, мадяри та інші. З поширенням руху бескидників безпосередньо пов'язаний повстанський рух опришків. 

Лист ватажка бескидників Федора Головатого місту Бардеєву, 1493 р.

Бескидники збирались в чисельні групи, озброєні мушкетами, пістолями, піками, сокирами та ін. Створювались цілі загони, які мали навіть барабани та литаври. Бескидники діяли у всіх східних та південних Карпатах та Прикарпатті. Напади бескидників продовжувались понад 450 років (з початку XIV до середини XIX століття). Їх об'єктами були села, маєтки, церкви та костели, та навіть міста. В історії збереглися згадки про пограбування бескидниками околиць міста Турка, маєтку Казимира Турського (тодішнього володаря Турки) у Дзвинячі, знищення маєтку шляхтича з роду Височанських у 1648 році та маєтку посесора Яна Миколаєвського в Жуп'янім у 1671 році.
Бездіяльність з боку місцевої шляхти спонукали бескидників із сусідньої Угорщини до ще масовіших акцій. Так, взимку 1657 року через перевал перейшли загони угорця Ракоці. Не зустрівши серйозного опору, вони узяли в облогу м. Самбір. Місцевий гарнізон, який складався з 2 тисяч жовнірів, за активної підтримки містян насилу відбив атаку. Зазнавши невдачі, бескидники рушили через Перемишль на Краків, грабуючи та спалюючи на своєму шляху шляхетські села та багаті маєтки.
Вважаєтьяс що діяльність бескидників знаходилась під протекцією деяких представників місцевої влади, з якими повстанці ділилися частиною своєї здобичі, в обмін на допомогу у випадку можливих неприємностей чи погроз. Серед таких покровителів найвпливовішою була група угорських феодалів — магнатів із родів Другетів, Аспермонтів, Нагітучів, Петейличів, Ракоці, Веселів та Рекеличів, які володіли помістями в Ужгороді, Мукачеві, Тренчині і Хирові. Яскравим прикладом такої взаємодії був замок у містечку Гуменне (раніше це були угорські землі), який протягом 1619—1644 років належав роду Другетів та був перетворений ними на базу для розбійницьких набігів на Сяноцьку, Перемишльську та Турківську землі.
Польські та угорські монархи співпрацювали в боротьбі проти бескидників, спираючись на військову силу. У другій половині XVII століття на прикордонних із Угорщиною територіях був запроваджений інститут так званої «смоляцької служби». «Смоляками» (або пандурами) називали професійних військовиків, які очолювали загони самооборони місцевої шляхти. З часом «смоляками» стали називати всіх учасників піших найманих загонів (військ). Кількість бійців у них коливалась від 20 до 100 чоловік — в залежності від ситуації. Командир загону отримував щомісячну плату 100 злотих, його підлеглі — в залежності від місця служби: за несення гарнізонної служби в селі чи в містечку — 10 злотих на місяць, за службу безпосередньо на кордоні, в польових умовах — 12. «Смоляки» відбува́ли безперервну службу приблизно 5 місяців на рік — навесні (з половини квітня до половини червня) і восени (упродовж вересня-листопада).
Із входом Галичини до складу Австро-Угорщини у 1772 році, зміцненням державних органів влади та ліквідацією кріпацтва та панщини ситуація стабілізувалася і активність бескидників пішла на спад.
В українській історіографії діяльність бескидників майже завжди вважалась за повстанський, народно-визвольний рух проти гнобителів, в той час як у польській історії вони представлені переважно розбійниками і грабіжниками.

## Лист Федора Головатого місту Бардієву
Цінною пам'яткою з історії бескидників є лист ватажка Федора Головатого місту Бардієву, який розкриває етнічний, економічний та юридичний характер діяльності повстанців. В листі написаному латинськими літерами руською мовою використано лексичні звороти характерні для сучасних бойківських говірок української мови. Головатий звинувачує владу Бардієва у страті невинних людей, за яку обіцяє помсту у разі відмови виплатити викуп. Грамота супроводжена рисунками, котрі зображають страту побратимів та ряд знарядь які були використані або під час страти, або мали служити пересторогою в разі не виконання вимоги.
В транслітерованому вигляді текст грамоти звучить так: 
Вы злы а несправедливы люды Бардыовскы, вы сте нашых братов дали звешати, люди добрих а невинних, яко мордере нецнотливы, кторы ани вам, ани жадному нич не били вини. А протош, эстли нам – приятелом а родові їх за них не положите четери ста золотих ве золоце до трох недєлы в клашторе в Могілі у Кракова алебо у картусов в Лехниці, теди на ваших гордлех й на ваших иманію й на ваших поданих се буд дулуго, буд кратко такто се мстити будеми покуд нашого роду става. Тот лист с гор, дзен сватего Якуба.

## Галерея

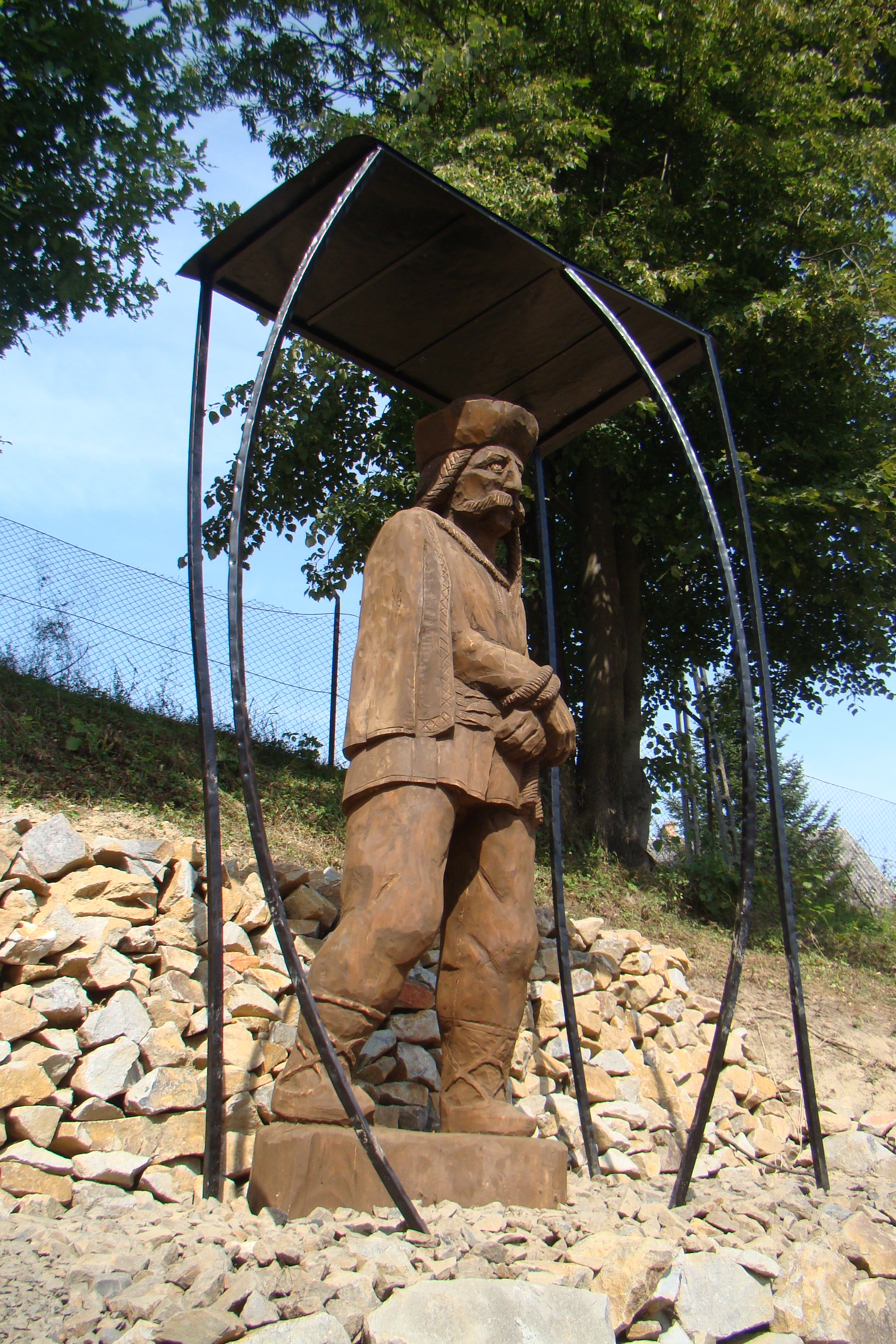
Дерев'яна фігура бескидника (толгая) поблизу села Орелець
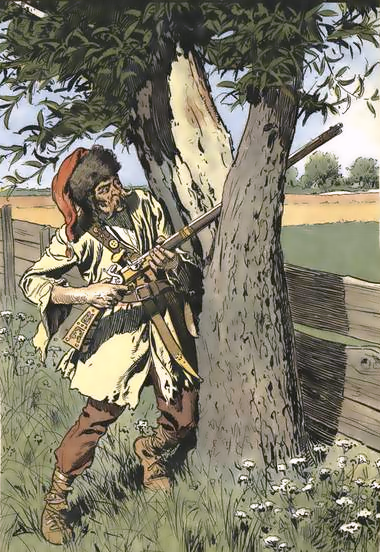
Угорський смоляк